# Arthur Arno Wachmann
Arthur Arno Wachmann (Hamburgo, 8 de março de 1902 – Hamburgo, 24 de julho de 1990) foi um astrônomo alemão.
Wachmann estudou astronomia na Universidade de Kiel. Em 1926 completou seus estudos com um doutorado, com uma tese sobre estrelas de movimento próprio.
A partir de 1927 trabalhou no Observatório de Hamburgo. Conjuntamente com Friedrich Karl Arnold Schwassmann descobriu os cometas periódicos 29P/Schwassmann-Wachmann 1, 31P/Schwassmann-Wachmann e 73P/Schwassmann-Wachmann. Entre 1938 e 1939 descobriu os asteroides 1465 Autonoma, 1501 Baade e 1586 Thiele
Aposentou-se em 1969.
O asteroide 1704 Wachmann, foi assim nomeado em sua homenagem.